# Oxyopes asterion
Oxyopes asterion är en spindelart som beskrevs av Simon 1910. Oxyopes asterion ingår i släktet Oxyopes och familjen lospindlar.
Artens utbredningsområde är Guinea-Bissau. Inga underarter finns listade i Catalogue of Life.